# 双曲3次元多様体
数学において双曲3次元多様体（そうきょく3じげんたようたい、英: Hyperbolic 3-manifold）とは、定数断面曲率 -1 を持つ完備リーマン計量を備える3次元多様体のことを言う。これは言い換えると、自由かつ固有不連続に作用する双曲等長の部分群による3次元双曲空間の商である。クラインモデルを参照されたい。
この多様体の厚薄分解は、閉測地線の管状近傍からなる薄い部分と、ユークリッド曲面と閉半直線の積であるエンドからなる。この多様体の体積が有限であるための必要十分条件は、その厚い部分がコンパクトであることである。この場合、エンドは閉半直線を横切るトーラスの形をしており、尖点（cusp）と呼ばれる。

## 構成
1912年に初めて発見された、尖った双曲3次元多様体はギーゼキング多様体である。それはイデアル双曲四面体の面を貼り合わせることで構成される。
3次元球面における結び目と絡み目の補空間は、頻繁に尖った（frequently cusped）双曲多様体である。この例には、8の字結び目やボロミアン環、ホワイトヘッド絡み目の補空間が含まれる。より一般に幾何化によると、サテライト結び目でもトーラス結び目でもない結び目は、双曲結び目である。
双曲デーン手術に関するサーストンの定理では、充填スロープの有限の集まりが除かれる場合、双曲絡み目についての残ったデーン充填は双曲3次元多様体であることが示されている。ザイフェルト＝ウェーバー空間は、十二面体の向かい合う面を貼り合わせることで得られる、コンパクトな双曲3次元多様体である。
任意の閉じた向き付け可能な双曲3次元多様体上には、双曲体積を定義することができる。ウィークス多様体は、任意の向き付けられた閉双曲3次元多様体の中で最小の体積を持つ多様体である。
サーストンは、円上の曲面束が双曲であるための必要十分条件を与えた。すなわち、その束のモノドロミーが擬アノソフであることである。これはハーケン多様体に対する彼の有名な双曲化定理の一部である。
ペレルマンによって証明されたサーストンの幾何化予想によれば、無限の基本群を持つ任意の閉、既約かつアトロイダルな3次元多様体は、双曲多様体である。境界を持つ3次元多様体に対しても、同様の主張が成り立つ。